# Doina Ioanid
Doina Ioanid (n. 24 decembrie 1968, București) este o poetă și traducătoare română.  

## Educație
A absolvit Facultatea de Litere a Universității București în 1995 și cursurile de Master (Studii Culturale Franceze) la Facultatea de Limbi și Literaturi Străine a aceleiași universități, în 1997-1998.

## Activitate
A fost asistent universitar la Catedra de Limba Franceză a Universității Transilvania din Brașov, în perioada 1998-2005.
A început activitatea literara la cenaclul „Litere", condus de Mircea Cărtărescu.
A publicat poeme în volumul colectiv Ferestre '98, girat de Mircea Cărtărescu, Editura Aristarc, Onești, 1998, împreună cu Ioana Vlasin, Cecilia Ștefănescu, Marius Ianuș, Angelo Mitchievici, Iulian Baicus și Victor Nichifor.
A participat la volumul experimental 40238 Tescani, Editura Image, București, 2000 (alături de Ioana Nicolaie, Marius Ianuș, Domnica Drumea, Angelo Mitchievici, Mircea Cărtărescu, Cecilia Ștefănescu și Florin Iaru). 
A debutat individual în anul 2000 cu un volum de poeme în proză, Duduca de marțipan. Data debutului o clasifică printre reprezentanții generației douămiiste.
Poemele sale au fost traduse în franceză, maghiară, turcă, slovenă, bulgară, croată, germană, neerlandeză, engleză, galeză și polonă.
Cartea Cele mai mici proze a fost tradusă în limba franceză cu titlul Histoires du Pays des Babouches, prin grija și susținerea lui Jan H. Myskin, a lui David Giannoni și Antoine Wauters, la Editura L’Arbre à paroles.
Colaborează la revistele: Vatra, Luceafărul, Contrafort, Litere nouă, Erata, România literară, Dilema. Din 2005 este secretar general de redacție la săptămânalul Observator Cultural.
A tradus din limba franceză: Vara, la zece și jumătate seara de Marguerite Duras (Editura Cartier, Chișinau, 2006), Într-o noapte fără lună de Dai Sijie (Editura Polirom, Iași, 2009), Cântărețul de carillon de Georges Rodenbach.
În septembrie-octombrie 2014 a participat la proiectul Transpoesie, organizat de EUNIC Bruxelles, în calitate de reprezentant al României.
A participat la Festivalul Internațional de Poezie de la Istanbul, la Poetry International Festival din Rotterdam, Poetry Parnassus (Londra), Felix Poetry Festival (Anvers).
În iunie 2018 a participat la Paris, la evenimentul cultural Marché de la poésie, cu volumul Le collier de cailloux – Poèmes de passage (Poeme de trecere), volum tradus de Jan H. Mysjkin și publicat în 2021.
În 2020 și 2021 a făcut parte din juriul celei de-a XV-a ediție a Galei Premiilor revistei Observator cultural.

## Premii
A primit Premiul de debut „Prima Verba“ pentru volumul Duduca de marțipan.
A fost nominalizată la Premiile Aspro pentru E vremea să porți cercei, volum publicat în 2001.
Volumul bilingv Boucles d’oreilles, ventres et solitudes (format din două volume: E vremea să porți cercei și Cartea burților și a singurătății), tradus de Jan H. Mysjkin și apărut la Editura Cheyne, a fost nominalizat la Le Prix des découvreurs 2016-2017.

## Volume
- Duduca de marțipan, București, Editura Univers, 2000
- E vremea să porți cercei, Editura Aula, Brașov, 2001
- Cartea burților și a singurătății, Pontica, Constanța, 2003
- Poeme de trecere, Editura Vinea, București, 2005
- Poeme de trecere, Editura Ninpress, 2009 (audio-book)
- Ritmuri de îmblânzit aricioaica, Editura Cartea Românească, București, 2010[16]
- Cusături, Editura Cartea Românească, București, 2014
- Poeme de trecut praguri, Casa de Pariuri Literare, 2022[17]